# De Kotmadam
De Kotmadam is een Belgische komische televisieserie op de commerciële zender VTM. De serie ging van start op 30 december 1991 (dezelfde dag als de soap Familie).
De Kotmadam is de langstlopende Vlaamse komische serie, zowel in aantal seizoenen als afleveringen. De reeks laat met 25 geproduceerde seizoenen en 352 afleveringen F.C. De Kampioenen achter zich, dat stopte na 21 seizoenen en 273 afleveringen.
Katrien Devos vertolkt in de reeks de titelrol van kotmadam Jeanne. Zij en Mark Verstraete (Jef, de echtgenoot van Jeanne) zijn de enige acteurs die in alle afleveringen te zien zijn. De eerste twintig seizoenen behoorde ook Odilon Mortier (huisvriend Odilon) tot de vaste cast, maar hij kreeg gezondheidsproblemen en overleed uiteindelijk in augustus 2012. Omdat hij volgens de producenten "onvervangbaar" is, kozen ze ervoor om geen nieuwe hoofdrolspeler te voorzien. Zijn plaats in het verhaal werd doorgegeven aan een aantal vaste gastacteurs die elkaar afwisselen in de rol van goede vriend van Jef.
De serie haalt al van bij de start regelmatig de top 10 van de Vlaamse kijkcijfers.
Seizoen 22 werd in het najaar van 2016 uitgezonden. Seizoen 23 werd eind 2018 uitgezonden. Seizoen 24 werd in 2018 opgenomen, maar pas eind 2022, begin 2023 uitgezonden. Producent René Vlaeyen maakte op 29 januari 2020 bekend dat het 25ste en tevens laatste seizoen volledig werd opgenomen. Eind 2023, begin 2024 was het 25ste seizoen te zien op VTMGO+, sinds 25 juli 2024 op Streamz. Later dat jaar, op 30 november, werd dit seizoen ook uitgezonden op VTM.

## Verhaal
De serie speelt zich af in de studentenstad Leuven, waar Jeanne Piens (Katrien Devos) een snoepwinkel uitbaat: Het Snoephuisje. Het winkeltje grenst aan haar huis, waarin ze een vijftal studentenkamers ter beschikking stelt. Jeanne is getrouwd met Jef Liefooghe (Mark Verstraete). Hij werkt op de plantsoendienst van de stad, maar is niet echt handig en zeker geen harde werker.
Voor huiselijke klusjes doen Jeanne en Jef vaak beroep op huisvriend Odilon Bonheur (Odilon Mortier), tevens de beste vriend van Jef met wie hij vaak gaat biljarten of vissen. Odilon is een goedgelovige cipier die in de gevangenis Leuven Centraal werkt.
De studenten die een kamer huren bij kotmadam Jeanne hebben heel diverse karakters en achtergronden, gaande van echte studiefreaks tot luie fuifbeesten.

## Afleveringen
Nadat er van bij de start quasi ieder televisieseizoen een nieuwe jaargang van De Kotmadam verscheen, worden sinds 2013 minder vaak nieuwe afleveringen gemaakt en uitgezonden. Intussen worden de bestaande jaargangen wel regelmatig door VTM herhaald, vooral in het weekend. De laatste jaren zijn de herhalingen van De Kotmadam ook een vaste waarde in de zomerprogrammatie van VTM, veelal aan een tempo van vijf afleveringen per week.

## Rolverdeling

### Hoofdcast
| Acteur          | Personage              | jaartallen |
| --------------- | ---------------------- | ---------- |
| Katrien Devos   | Jeanne Liefooghe-Piens | 1991-2024  |
| Mark Verstraete | Jef Liefooghe          | 1991-2024  |
| Odilon Mortier  | Odilon Bonheur         | 1991-2012  |
| Din Meysmans    | Bertje                 | 1991-1997  |

### Studenten
De verschillende studenten draaien in het verhaal logischerwijs maar enkele jaren mee, waarna er nieuwe personages in de plaats komen. Op die manier zijn er naast Jeanne, Jef en Odilon sinds de start van de serie al 28 jongere hoofdrolspelers de revue gepasseerd. Wanneer een personage vervangen wordt, heeft dat veelal hetzelfde stereotiepe profiel als zijn/haar voorganger: de mannelijke student is ofwel 'cool' ofwel eerder verlegen en onzeker, terwijl de vrouwelijke student ofwel een aantrekkelijk uitgaanstype is ofwel verantwoordelijk en sociaal geëngageerd. Daarnaast is de vervelende studiefreak een constante waarde, dit was op het personage Ria na tot dusver steeds een man. Tot en met seizoen 15 waren er altijd vijf studenten aanwezig, sinds seizoen 16 zijn het er slechts vier.
| Acteur                    | Personage               | jaartallen                                                                   | studierichting         | Reden vertrek                                                          |
| ------------------------- | ----------------------- | ---------------------------------------------------------------------------- | ---------------------- | ---------------------------------------------------------------------- |
| Stoffel Bollu             | Lukas 2                 | 2010-2019, twee gastoptredens in 2024                                        |                        |                                                                        |
| Margot Brabants           | Brigitte Ghoetseels     | 2001-2004                                                                    | pedagogie              |                                                                        |
| Pepijn Caudron            | Gentil Aelvoet          | 1998-2001, gastoptreden in 2024                                              | geneeskunde            |                                                                        |
| Han Coucke                | Stef                    | 2002-2006, gastoptreden in 2012                                              | filmregie              |                                                                        |
| Fabrice Delecluse         | Lukas 1                 | 2001-2002                                                                    |                        |                                                                        |
| Anne Denolf               | Samantha 'Sam' De Taeye | 1991-1997, gastoptreden in 2024                                              | kinesitherapie         | Krijgt een stageplaats aangeboden in Gent en gaat daar verder studeren |
| Pieter-Jan De Smet        | Charles-Victor Blomme   | 1991-1994                                                                    | economie               | gaat naar Polen voor zijn grote liefde                                 |
| Marianne Devriese         | Lies                    | 2002-2006                                                                    |                        |                                                                        |
| Mieke Dobbels             | Saskia Moerman          | 2004-2009                                                                    | kleuteronderwijs       |                                                                        |
| Nicoline Dossche          | Lus Haezevoets          | 1997-2000                                                                    | bio-ingenieur          | gaat op wereldreis                                                     |
| Steve Geerts              | Dieter                  | 1997-2000                                                                    | farmacie               | gaat naar Amerika                                                      |
| Geert Hunaerts            | Jo Van der Gucht        | 1994-1998                                                                    | tandheelkunde          | afgestudeerd in seizoen 7                                              |
| Frederik Huys             | Victor Kindermans       | 2007-2024                                                                    | economie               |                                                                        |
| Ayesha Künzle             | Jill Verhaest           | 2007-2012                                                                    | geschiedenis           |                                                                        |
| Esther Leenders           | Tineke Creemers         | 1998-2002                                                                    | geneeskunde            |                                                                        |
| Anouck Luyten             | Ines Van Nothegem       | 2013-2024                                                                    | toegepaste psychologie |                                                                        |
| Arno Moens                | Simon                   | 2022-2024                                                                    |                        |                                                                        |
| Mout Uyttersprot          | Filip de Faucille       | 2002-2006, gastoptreden in 2016                                              | geologie               |                                                                        |
| Tine Van den Brande       | Véronique               | 1995-1996                                                                    | seksuologie            | vertrekt met haar vriend naar buitenland                               |
| Britt Van Der Borght      | Ria Vranckx             | 1994-1998, gastoptreden in 2012                                              | rechten                | afgestudeerd in seizoen 7                                              |
| Helle Vanderheyden        | Martha                  | 2013-2024                                                                    | kleuteronderwijs       |                                                                        |
| Louis van der Waal        | Bas                     | 2004                                                                         |                        |                                                                        |
| Jan Van Hecke             | Arnold De Meyer         | 2004-2009                                                                    | Germaanse taalkunde    |                                                                        |
| Tom Van Landuyt           | Billy                   | 1991-1993                                                                    | geneeskunde            | stopt met studeren en verhuurt zijn kamer door aan Jo                  |
| Danaë Van Oeteren         | Pim Davignon            | 1997                                                                         | pers en voorlichting   | stopt met studeren omdat ze gaat trouwen                               |
| Sarah Van Overwaelle      | Paulien Billen          | 2010-2012, gastoptreden in 2016                                              | tandheelkunde          |                                                                        |
| Bert Van Poucke           | Hugo Van Kompernolle    | 1998-2003, gastoptreden in 2024, gastrol in seizoen 7 als buurjongen van Ria | voedings- en dieetleer |                                                                        |
| Christel Van Schoonwinkel | Betty Billen            | 1991-1998, gastoptreden in 2010 en 2024                                      | biologie               | afgestudeerd in seizoen 7                                              |
| Aron Wade                 | Koen Maertens           | 1991-1997                                                                    | economie               | gaat verder studeren in Amsterdam                                      |

| Seizoen | Student 1      | Student 2 | Student 3 | Student 4         | Student 5 |
| ------- | -------------- | --------- | --------- | ----------------- | --------- |
| 1       | Charles-Victor | Sam       | Billy     | Betty             | Koen      |
| 2       | Charles-Victor | Sam       | Billy     | Betty             | Koen      |
| 3       | Charles-Victor | Sam       | Jo        | Betty             | Koen      |
| 4       | Ria            | Sam       | Jo        | Betty / Véronique | Koen      |
| 5       | Ria            | Sam       | Jo        | Véronique / Betty | Koen      |
| 6       | Ria            | Sam / Pim | Jo        | Betty             | Koen      |
| 7       | Ria            | Lus       | Jo        | Betty             | Dieter    |
| 8       | Gentil         | Lus       | Hugo      | Tineke            | Dieter    |
| 9       | Gentil         | Lus       | Hugo      | Tineke            | Dieter    |
| 10      | Gentil         | Brigitte  | Hugo      | Tineke            | Lukas 1   |
| 11      | Filip          | Brigitte  | Hugo      | Tineke            | Lukas 1   |
| 12      | Filip          | Brigitte  | Hugo      | Lies              | Stef      |
| 13      | Filip          | Brigitte  | Bas       | Lies              | Stef      |
| 14      | Filip          | Saskia    | Arnold    | Lies              | Stef      |
| 15      | Filip          | Saskia    | Arnold    | Lies              | Stef      |
| 16      | Victor         | Saskia    | Arnold    | Jill              | -         |
| 17      | Victor         | Saskia    | Arnold    | Jill              | -         |
| 18      | Victor         | Paulien   | Lukas 2   | Jill              | -         |
| 19      | Victor         | Paulien   | Lukas 2   | Jill              | -         |
| 20      | Victor         | Paulien   | Lukas 2   | Jill              | -         |
| 21      | Victor         | Martha    | Lukas 2   | Ines              | -         |
| 22      | Victor         | Martha    | Lukas 2   | Ines              | -         |
| 23      | Victor         | Martha    | Lukas 2   | Ines              | -         |
| 24      | Victor         | Martha    | Simon     | Ines              | -         |
| 25      | Victor         | Martha    | Simon     | Ines              | -         |

### Vaste gastacteurs
Sommige personages duiken regelmatig op in de reeks, waaronder Jeannes hartsvriendin Mimi, verschillende collega's en hobbyvrienden van Jef en een aantal kinderen die in de snoepwinkel over de vloer komen. 
| Acteur             | Personage           | jaartallen                         |
| ------------------ | ------------------- | ---------------------------------- |
| Rita Smets         | Madame Hulpiau      | 1993-2005                          |
| Bram Van Driessche | Yvan                | 1994-1995                          |
| Jelle Cleymans     | Pieter              | 1993-1999                          |
| Machteld Ramoudt   | Mimi Dockx-Seghaert | 1996-2024                          |
| Fred Van Kuyk      | Gerard Staf Ward    | 1996-2004 2005 2013-2024           |
| Jos Van Gorp       | Flor                | 1997-2010                          |
| Gerd De Ley        | Jos Dockx           | 2001, 2002, 2006, 2010, 2013, 2019 |
| Gunter Reniers     | Evert Tuur          | 2002-2004 2010-2023                |
| Felix Peeters      | Vic                 | 2003-2004                          |
| Sjarel Branckaerts | Collega van Jef     | 2003-2007                          |
| Serge Adriaensen   | Collega van Jef     | 2005-2012                          |
| Ron Cornet         | Gilbert Flor        | 2009 2013-2024                     |
| Herman Verbruggen  | Gijs                | 2013-2023                          |
| Ivan Pecnik        | Roger               | 2013                               |
| Alice Toen         | Ma                  | 2023-2024                          |

## Scenario en regie
De Kotmadam werd bedacht door Frans Ceusters, die de eerste seizoenen ook heel wat scenario's schreef. Andere scenaristen met een grote bijdrage aan de reeks zijn Siska De Lobel, Paul Piedfort, Sam Schürg en Lydia Verbeeck. De laatste seizoenen worden de scenario's voornamelijk geschreven door Gerrie Van Rompaey en Johan Heselmans.
De acteursregie werd twintig seizoenen lang verzorgd door Ronnie Commissaris, die ook een aantal gastrollen speelde in de reeks, onder meer een terugkerende rol als de vader van studente Betty Billen. Vanaf seizoen 21 werd hij opgevolgd door Jos Van Geel. De beeldregie was achtereenvolgens de taak van Guy Helsen, Wim Feyaerts en Tony Proesmans.

## Prijzen
- Nominatie van Gouden Oog (1996) voor:
  - De Beste Vlaamse Comedy
  - Katrien Devos (als Jeanne Liefooghe-Piens)

## Dvd's

### Best-of
| Titel                                  | Afleveringen | Schijven | Uitgebracht |
| -------------------------------------- | ------------ | -------- | ----------- |
| Volume 1: Het beste van seizoen 1 en 2 | 8            | 2 dvd's  | 2007        |
| Volume 2: Het beste van seizoen 3 en 4 | 8            | 2 dvd's  | 2007        |
| Volume 3: Het beste van seizoen 5 en 6 | 8            | 2 dvd's  | 2007        |
| Volume 4: Het beste van seizoen 7 en 8 | 8            | 2 dvd's  | 2007        |

### Seizoenen
| Seizoen    | Afleveringen | Schijven | Uitgebracht      |
| ---------- | ------------ | -------- | ---------------- |
| Seizoen 16 | 13           | 4 dvd's  | 4 oktober 2013   |
| Seizoen 17 | 13           | 4 dvd's  | 4 oktober 2013   |
| Seizoen 18 | 13           | 4 dvd's  | 27 februari 2013 |
| Seizoen 19 | 13           | 4 dvd's  | 27 februari 2013 |
| Seizoen 20 | 13           | 4 dvd's  | 27 februari 2013 |
| Seizoen 21 | 13           | 4 dvd's  | 4 oktober 2013   |

## Trivia
- De Kotmadam gold voor de Vlaamse Media Maatschappij oorspronkelijk als tegenhanger van de populaire sitcom F.C. De Kampioenen op de toenmalige BRT. De kijkcijfers van De Kotmadam konden echter nooit die van F.C. De Kampioenen evenaren.[7]
- De toenmalige programmadirecteurs van VTM wilden oorspronkelijk Ann Petersen en Max Schnur de rol van Jeanne en Jef laten spelen, maar de producent ging daar tegenin en koos voor de wat jongere Katrien Devos en Mark Verstraete.[9] Petersen speelde in een van de afleveringen van het derde seizoen wel een gastrol.
- In een van de afleveringen uit het tweede seizoen neemt Jef deel aan het spelprogramma Rad van Fortuin, waarbij hij vertelt dat Het Snoephuisje, en dus ook het bovenliggende kotgebouw, zich bevindt in de Maria-Theresiastraat 54 in Leuven. In werkelijkheid bevindt zich daar een appartementsgebouw.[10] Wanneer de voorgevel van het huis in beeld wordt gebracht, is echter steevast het huisnummer 5 te zien. Dit huisnummer wordt ook door Odilon genoemd in de eerste aflevering van seizoen 12.
- In de aflevering waarin Herman Verbruggen start met zijn terugkerende gastrol, worden enkele toespelingen gemaakt op diens jarenlange rol als Marc Vertongen in F.C. De Kampioenen. Zo gaat Jeanne ervan uit dat zijn personage Gijs - net als Marc - liever chocomelk drinkt dan bier.
- Op 12 augustus 2012 overleed acteur Odilon Mortier, de vertolker van het personage Odilon Bonheur. Zodoende werd zijn personage dan ook geschrapt uit de reeks. Er werd echter nooit een verklaring gegeven voor het verdwijnen van het personage in de reeks.